# Campionat d'Espanya de trial 1991
La temporada de 1991 del Campionat d'Espanya de trial fou la 24a edició d'aquest campionat, organitzat per la Reial Federació Motociclista Espanyola. El calendari oficial constava de 8 proves puntuables, celebrades entre el 10 de febrer i el 6 d'octubre. 3 de les proves programades es disputaren als Països Catalans: La Bisbal (10 de març), Carcaixent (29 de setembrte) i Navàs (6 d'octubre).

## Classificació final
Font:
| Posició | Pilot          | Motocicleta | Punts |
| ------- | -------------- | ----------- | ----- |
| 1       | Jordi Tarrés   | Beta        | 160   |
| 2       | Amós Bilbao    | Gas Gas     | 132   |
| 3       | Marc Colomer   | Montesa     | 114   |
| 4       | Lluís Gallach  | Alfer       | 92    |
| 5       | Gabino Renales | Montesa     | 87    |
| 6       | Andreu Codina  | Gas Gas     | 71    |
| 7       | Joan Pons      | Gas Gas     | 69    |
| 8       | Òscar Giró     | Aprilia     | 55    |
| 9       | Josep Arcarons | Gas Gas     | 48    |
| 10      | Xavier Puig    | Beta        | 42    |

## Categories inferiors
| Categoria     | Guanyador            | Motocicleta |
| ------------- | -------------------- | ----------- |
| Sènior B      | Joan Pons            | Gas Gas     |
| Sènior C      | Joan Solé            | Beta        |
| Júnior        | José Antonio Benítez | Gas Gas     |
| Juvenil 125cc | Marcel Justribó      | Beta        |